# Sie kam und blieb
Sie kam und blieb (frz. „L’Invitée“) ist der erste Roman von Simone de Beauvoir. Er erschien 1943 im Pariser Verlag Éditions Gallimard; die deutsche Übersetzung von Eva Rechel-Mertens erschien 1953 im Rowohlt Verlag. Der Roman erzählt von der offenen Liebesbeziehung zwischen der Schriftstellerin Françoise und dem Schauspieler und Regisseur Pierre im Paris der 1930er Jahre, die sich auf eine Ménage à trois mit der jüngeren Xavière einlassen.

## Handlung
Der Roman spielt in Paris kurz vor Beginn des Zweiten Weltkriegs. Die Handlung dreht sich um die Schriftstellerin Françoise und ihre Beziehung zu dem Schauspieler und Regisseur Pierre, in der sie eine Dreiecksbeziehung mit Françoises jüngerer Freundin Xavière eingehen.

## Themen
Wie in vielen Werken Beauvoirs finden sich in dem Roman vor allem existenzialistische Themen wie Freiheit, Angst oder das sogenannte Othering wieder.

## Deutung
- Françoise – soll wohl Simone de Beauvoir darstellen.
- Pierre – soll wohl Jean-Paul Sartre darstellen.
- Xavière – soll sowohl Olga als auch Wanda Kosakiewicz darstellen. Olga und Wanda Kosakiewicz waren zwei Schwestern, die beide sexuellen Kontakt mit Simone de Beauvoir und mit Sartre hatten.

## Intertextualität
Françoise Rétif sah in Ingeborg Bachmanns Erzählung Ein Schritt nach Gomorrha eine Kritik an der Beschreibung Xavières als Geschöpf von Françoise.